# Aperloo
Aperloo is een buurtschap in de Nederlandse gemeente Elburg, gelegen in de provincie Gelderland. Het ligt tussen 't Harde en Hoge Enk. De meeste bewoning is aan de Stadsweg gelegen.

## Geschiedenis
De plaats is ontstaan in een cirkelvormige gebied, een loo. Dit gebied had een doorsnede van ongeveer anderhalve kilometer, maar is tegenwoordig niet meer in het veld herkenbaar. Lange smalle stukken land duiden op ontginningen, die waarschijnlijk sinds de 12e eeuw op de Noordwest-Veluwe plaatsvonden.
De plaats zelf wordt in 1313 vermeld als Apelderloe en Apeldorenloe. In 1334-35 wordt het vermeld als Apeldorlo, in 1521 als Apperloe en Aperloe, in 1573 als Apperloo en in 1665 als Apperloo. De plaatsnaam zou verwijzen naar het dat het een open of licht bos (lo) Op de kadastrale kaart duikt de plaats vanaf 1850 op als Aperloo.
In de loop van de twintigste eeuw is 't Harde, dat veel jonger is dan Aperloo, in de richting van Aperloo gegroeid. 
Tot 1974 maakte Aperloo deel uit van de gemeente Doornspijk, en na de gemeente herindeling van de gemeente Elburg. 
In het begin van de 21ste eeuw werd het Multifunctioneel Centrum Aperloo gebouwd halverwege Aperloo en 't Harde.

### Molensteen en wijnkan
In de buurtschap werd in 1837 tijdens werkzaamheden, ongeveer een meter onder de grond een oude weg ontdekt van keistenen. Een van deze stenen viel op door de vorm en de gaten die erin zaten. Het vermoeden was dat dit een molensteen was van nog voor de Romeinse tijd. Er werd in hetzelfde gebied ook een wijnkan gevonden die uit de Middeleeuwen zou komen. Beide voorwerpen zijn verdwenen.

### Slag bij Aperloo
In de 16e eeuw was Aperloo toneel van een slagveld tussen de legers van Overijssel en Gelderland. Een klein Overijsselse leger stak in 1521 het Katerveer over en tot aan de Hierdense Beek en stroopte de Veluwe af. Na een geslaagde actie vanwege een rijke buit trok het leger in feestvreugde terug. Echter het Gelderse leger, dat bestond uit 1800 man voetvolk en 300 ruiters wist het Overijsselse leger op de terugweg te verrassen. In de velden van Aperloo kwam het zo tot een veldslag waarbij het Overijsselse leger werd verpletterd. Twee koperen kanonnen van het Overijsselse leger werden na de slag naar de stad Elburg gebracht. Daar stonden de twee kanonnen ter viering van de overwinning in het stadhuis. Zo'n tweehonderd later werden ze verkocht voor oud metaal.

## Monumenten
De buurtschap telt vier gemeentelijke monumenten.
Stad: Elburg

Dorpen: 't Harde · Doornspijk · Hoge Enk · Oostendorp     
Buurtschappen: Aperloo · Lage Bijssel · Nieuwstad · Oudekerk · Wessinge

Gelderland: Steden en dorpen in Gelderland      Nederland: Provincies · Gemeenten